# 달이 지는 밤
달이 지는 밤(Vestige)은 한국에서 제작된 장건재 감독의 2022년 드라마 영화이다. 강진아 등이 주연으로 출연하였다.

## 출연

### 주연
- 강진아
- 곽민규
- 김금순
- 안소희